# کیم جی مین
کیم جی مین (کره‌ای: 김지민؛ زادهٔ ۱۲ فوریه ۲۰۰۰) بازیگر اهل کره جنوبی است. او به خاطر ایفای نقش در الهه آتش (۲۰۱۳) و انجمن مخفی پلوتون (۲۰۱۴) شناخته می‌شود.

## فیلم‌شناسی

### فیلم
| سال  | عنوان           | نقش              |
| ---- | --------------- | ---------------- |
| ۲۰۱۴ | خانواده دینامیت | سو جونگ          |
| ۲۰۱۶ | پس از عشق       | اون هونگ (جوانی) |

### مجموعه تلویزیونی
| سال  | عنوان                         | شبکه      | نقش                   | توضیحات      | منابع |
| ---- | ----------------------------- | --------- | --------------------- | ------------ | ----- |
| ۲۰۰۸ | زندگی تلخ و شیرین             | ام‌بی‌سی    | ها نا ره              |              |       |
| ۲۰۰۹ | شام چی داریم؟                 | ام‌بی‌سی    | یو سون یونگ           |              |       |
| ۲۰۰۹ | زادگاه افسانه‌ها «روح نقابدار» | کی‌بی‌اس۲   | سونگ کا سوپ (جوانی)   |              |       |
| ۲۰۱۱ | زندگی در استایل               | اس‌بی‌اس    | نا گوم سونگ           |              |       |
| ۲۰۱۳ | سام‌سنگ‌یی                      | کی‌بی‌اس۲   | بونگ گوم اوک (جوانی)  |              |       |
| ۲۰۱۳ | الهه آتش                      | ام‌بی‌سی    | شیم هوا ریونگ (جوانی) |              |       |
| ۲۰۱۴ | انجمن مخفی پلوتون             | ئی‌بی‌اس    | کانگ ها را            |              |       |
| ۲۰۱۵ | مجلس ملی                      | کی‌بی‌اس۲   | جین جو مین            |              |       |
| ۲۰۱۵ | خانواده وحشی شیرین            | ام‌بی‌سی    | یون سو مین            |              |       |
| ۲۰۱۶ | عاشق خوش‌شانس                  | ام‌بی‌سی    | شیم بو را             |              |       |
| ۲۰۱۷ | سوپر فمیلی ۲۰۱۷               | اس‌بی‌اس    | نا ایک هی             |              |       |
| ۲۰۱۷ | گل پول                        | ام‌بی‌سی    | نا مو هیون (جوانی)    |              | [ ۲ ] |
| ۲۰۱۸ | دفترچه زندان                  | تی‌وی‌ان    |                       | حضور افتخاری |       |
| ۲۰۱۸ | آی‌دی من خوشگل گانگنامه        | جی‌تی‌بی‌سی  | دو کیونگ هی           |              | [ ۳ ] |
| ۲۰۱۸ | مدیریت عالی                   | یوتیوب رد | پارک سول گی           |              |       |
| ۲۰۱۹ | زندگی مخفی منشی من            | اس‌بی‌اس    | جونگ نام هی           |              |       |

## جوایز و نامزدی‌ها
| سال  | مراسم جوایز                       | دسته                   | نامزد / اثر       | نتیجه    |
| ---- | --------------------------------- | ---------------------- | ----------------- | -------- |
| ۲۰۱۴ | نهمین جوایز بین‌المللی درامای سئول | بازیگر زن برگزیده مردم | انجمن مخفی پلوتون | نامزدشده |
| ۲۰۱۵ | بیست و نهمین جوایز درامای کی‌بی‌اس  | بهترین بازیگر جوان زن  | مجلس ملی          | نامزدشده |
| ۲۰۱۷ | بیست و پنجمین جوایز درامای اس‌بی‌اس | جایزه بازیگری جوانان   | سوپر فمیلی ۲۰۱۷   | برنده    |